# Traversella
Traversella és un comune (municipi) de la ciutat metropolitana de Torí, a la regió italiana del Piemont, situat a uns 50 quilòmetres al nord de Torí. A 1 de gener de 2019 la seva població era de 324 habitants.
Traversella limita amb els següents municipis: Pontboset, Donnas, Valprato Soana, Quincinetto, Ronco Canavese, Tavagnasco, Brosso, Trausella, Meugliano, Ingria, Frassinetto, Vico Canavese i Castelnuovo Nigra.